# Shehu Shagari
Shehu Shagari (født 25. februar 1925, død 28. december 2018) var en nigeriansk politiker og tidligere præsident.